# Togepi
Togepi (トゲピー?, Togepī) è un Pokémon base della seconda generazione di tipo Folletto. Il suo numero identificativo Pokédex è 175. Nel contesto del franchise creato da Satoshi Tajiri, Togepi evolve in Togetic al raggiungimento di uno specifico livello di felicità.
Ideato dal team di designer della Game Freak, Togepi è il primo Pokémon allevato nell'anime ed è il secondo Pokémon della seconda generazione apparso durante la serie, ancor prima dell'uscita nel 1999 dei videogiochi Pokémon Oro e Argento. Compare inoltre nella maggior parte dei titoli successivi, in videogiochi spin-off, nella serie televisiva anime, nel Pokémon Trading Card Game e nel merchandising derivato dalla serie.
È uno dei Pokémon posseduti dalla capopalestra Misty. Nei videogiochi della seconda, terza e quarta generazione il protagonista ottiene un uovo di Togepi da un personaggio non giocante.

## Descrizione
Secondo il Pokédex, l'enciclopedia fittizia presente all'interno dei videogiochi, Togepi ricava la sua energia dai nobili sentimenti di affetto e generosità emanati dai Pokémon e dall'uomo. È inoltre in grado di immagazzinare felicità e gioia dentro il suo guscio e di dividerle con gli altri, specie con le persone gentili. Si dice che chi riesce a far alzare un Togepi dormiente o a trattarlo bene sarà baciato dalla felicità.

## Apparizioni

### Videogiochi
Nei videogiochi Pokémon Oro e Argento, Pokémon Cristallo e Pokémon Oro HeartGold e Argento SoulSilver è possibile ottenere un uovo di Togepi a Violapoli da uno degli assistenti del Professor Elm.
In Pokémon Rosso Fuoco e Verde Foglia l'uovo verrà donato da un signore situato al termine del Labirinto Marino, una delle località del Settipelago.
Nei videogiochi Pokémon Diamante e Perla il Pokémon si può incontrare lungo il Percorso 230. In Pokémon Platino è inoltre ottenibile come uovo da Camilla nella città di Evopoli.
In Pokémon Bianco è disponibile all'interno della Foresta Bianca.
Nei videogiochi Pokémon Nero 2 e Bianco 2 è possibile ottenere un esemplare del Pokémon dotato dell'Abilità Supersorte effettuando uno scambio a Sciroccopoli.
In Pokémon X e Y è disponibile nel Safari Amici. In questi titoli è diventato un Pokémon di tipo Folletto.
Il Pokémon è inoltre presente nei videogiochi Super Smash Bros. Melee, Super Smash Bros. Brawl e Super Smash Bros. per Nintendo 3DS e Wii U.

### Anime
Togepi appare per la prima volta nel corso dell'episodio L'Uovo della discordia (Who Gets to Keep Togepi?). Sebbene l'uovo del Pokémon sia stato trovato da Ash Ketchum in Avventure preistoriche (Attack of the Prehistoric Pokémon), Togepi diventerà di proprietà di Misty, a causa dell'imprinting che porterà il Pokémon a considerarla sua madre. La ragazza lo libererà, dopo che il Pokémon si sarà evoluto in Togetic, nell'episodio Due mondi in bilico (A Togepi Mirage!).
Un altro esemplare del Pokémon, di sesso femminile ed insolitamente malvagio, è presente nel corso di Dove nessun Togepi è arrivato prima! (Where No Togepi Has Gone Before!).

### Manga
Nel manga Pokémon - La grande avventura l'allenatore Oro ottiene un esemplare di Togepi, soprannominato Togebo (トゲたろう?, Togetarō). È nato da un uovo consegnatogli dal Professor Elm, ottenuto dall'allevamento di due esemplari di Togetic appartenenti a Jasmine. Tuttavia, a differenza del normale Togepi, ha espressioni facciali arrabbiate ed è piuttosto violento e incline al gioco d'azzardo. Dopo un considerevole lasso di tempo, Oro e Togepi finalmente legano alle Rovine d'Alfa mentre cercano di fermare la furia di Arceus, il che gli consente di evolversi in un Togetic e poi immediatamente in un Togekiss grazie a una Pietrabrillo donata da Lance. Sebbene i loro attacchi non infliggano alcun danno ad Arceus, Oro e Togekiss riescono comunque a calmarlo e a fermare la sua furia.

## Accoglienza
Togepi è stato presentato in diversi articoli promozionali, tra cui peluche e figurine. È stato presentato più volte nelle promozioni di Burger King, sotto forma di borsa e in seguito come carta placcata in oro a 23 carati. Togepi è stato anche presentato come parte di una promozione tra Nintendo ed Eggo. Togepi appare sul lato di un aereo 747-400, insieme a molti altri Pokémon.
Da quando è apparso nell'anime Pokémon, Togepi ha ricevuto un'accoglienza per lo più positiva. Wired ha commentato che Togepi era uno dei preferiti da quando è apparso per la prima volta sotto forma di uovo nell'episodio Avventure preistoriche. La giornalista di The Mirror Fiona Parker ha descritto Togepi come un "amabile Pokémon a forma di uovo".  Poiché Togepi è stato tra i primi dei nuovi Pokémon di Pokémon Oro e Argento ad apparire nell'anime, Togepi era popolare tra i fan, come dichiarato da Brett Elston di GamesRadar. In seguito egli ne avrebbe criticato il design, commentando che la sua apparizione in Super Smash Bros. Brawl faceva addormentare le persone con il suo design noioso. Il collega Raymond Padilla, per la stessa testata, ha descritto Togepi come un'inutile creatura simile a un uovo, sostenendo che fosse fastidioso nell'anime. IGN ha incluso Togepi in un sondaggio dei lettori più giovani sui migliori Pokémon. Ha inoltre descritto Togepi come "piacevolmente grassoccio" e "in carne".
Nel libro The Japanification of Children's Popular Culture: From Godzilla to Miyazaki, Mark I. West ha descritto Misty, una protagonista dell'anime, come una figura materna, aggiungendo che i suoi istinti protettivi emergono principalmente nel modo in cui si prende cura di Togepi, che descrive come un "bambino iperattivo" che richiede cure costanti.  L'autore Gerard Jones ha dichiarato che Togepi era un buon Pokémon per i fan dei Pokémon che fantasticano di prendersi cura dei bambini. The Independent Collegian ha usato la scena dell'aiutante del Professor Elm che dà Togepi ai giocatori come una scena che riporterà immediatamente ricordi ai fan di vecchia data dei Pokémon.